# Barvni vid
Barvni vid je sposobnost čutila za vid, da razločuje barve – svetlobno sevanje v določenem delu vidnega spektra – neodvisno od jakosti. Osnova za to sposobnost je prisotnost različnih tipov fotoreceptorjev v očesu, ki vsebujejo vidne pigmente, ki najbolje absorbirajo svetlobo različnih valovnih dolžin. Človek in večina drugih živali ima v očesni mrežnici tri tipe fotoreceptorjev, ki izražajo največjo občutljivost na tri različne valovne dolžine svetlobe (pravimo, da imajo trikromatski vid). Informacijo o tem, kateri razred je vzbujen, posreduje vidni živec možganom, kjer na tej podlagi nastane percepcija barve.
Pri človeku se pigmenti za barvni vid nahajajo na treh tipih čutilnih celic, imenovanih čepnice. Največje občutljivosti tipov so pri valovnih dolžinah 455, 530 in 625 nm, kar približno ustreza modri, zeleni in rdeči barvi. Krivulje občutljivosti se delno prekrivajo, kar pomeni, da nekatere valovne dolžine vzbujajo več kot en tip čepnic, vendar so vrhovi jasno ločeni, občutljivost pa na vsako stran vrha naglo pade. Poleg čepnic se v človeškem očesu nahaja še drug razred čutilnih celic – paličnice. Te so približno stokrat občutljivejše na svetlobo kot čepnice in imajo prav tako krivuljo občutljivosti z določenim vrhom (okrog 500 nm, kar bi ustrezalo modrozeleni barvi), vendar pa ne prispevajo k barvnemu vidu: njihova aktivnost pride do izraza pri šibki svetlobi, ki ne zadostuje za delovanje čepnic, dojemamo pa jo kot črno-belo (monokromatsko). Ko pa je svetloba dovolj močna za čepnice, so paličnice že povsem nasičene in ne prispevajo k tvorjenju slike. Ta fenomen opisuje t.i. dupleksna teorija vida, ki ločuje fotopični (barvni) vid pri močni in skotopični (črno-bel) vid pri šibki svetlobi.
Čepnice niso enakomerno porazdeljene po mrežnici. Njihova gostota je daleč največja v rumeni pegi približno v sredini vidnega polja, zato je tam barvni vid najostrejši. Po drugi strani tam ni paličnic, zato objekte, ki oddajajo šibko svetlobo (recimo zvezde) lažje opazimo, če ne gledamo neposredno vanje.

## Fiziologija
Občutljivost na konkreten del spektra svetlobe temelji na zgradbi vidnih pigmentov, ki se nahajajo v čepnicah. Vsaka čepnica sintetizira samo eno vrsto pigmenta, kar določi njen tip. Kemično so to beljakovine, imenovane opsini, ki so kovalentno vezane na prostetično skupino, konkretno 11-cis-hidroretinal (redkeje lahko 11-cis-dehidroretinal). Nahajajo se v membrani čepnice. Natančna molekularna struktura povzroči, da pigment absorbira foton ustrezne valovne dolžine, ki ga zadene, kar začasno spremeni orientacijo vezi, to pa prek signalne kaskade sproži depolarizacijo membrane. Rezultat je akcijski potencial v povezanem nevronu, ki prenese informacijo v možgane. Opsina za rdečo in zeleno barvo se denimo razlikujeta samo v 15 aminokislinah in tudi opsin v paličnicah je delno enak, kar nakazuje na evolucijo iz iste predniške molekule, ki je omogočala monokromatski vid prednikom vretenčarjev.
Občutljivost treh tipov čepnic ne ustreza povsem osnovnim barvam kot jih denimo določa barvni model RGB; natančneje jih označujemo kot kratkovalovne (short, okrajšano S), srednjevalovne (medium, M) in dolgovalovne (long, L). Poleg tega se lahko med posamezniki vrh občutljivosti nekoliko razlikuje. Percepcija barve nastane šele posredno kot rezultat zapletenega procesa, ki se pri vidnih pigmentih šele začne.
Genetska okvara katerega od tipov čepnic povzroči izgubo sposobnosti razločevanja ustrezne barve. Temu pravimo barvna slepota, ki ima lahko tudi druge vzroke, vendar je genetska okvara med njimi najpogostejši.